# STS-77

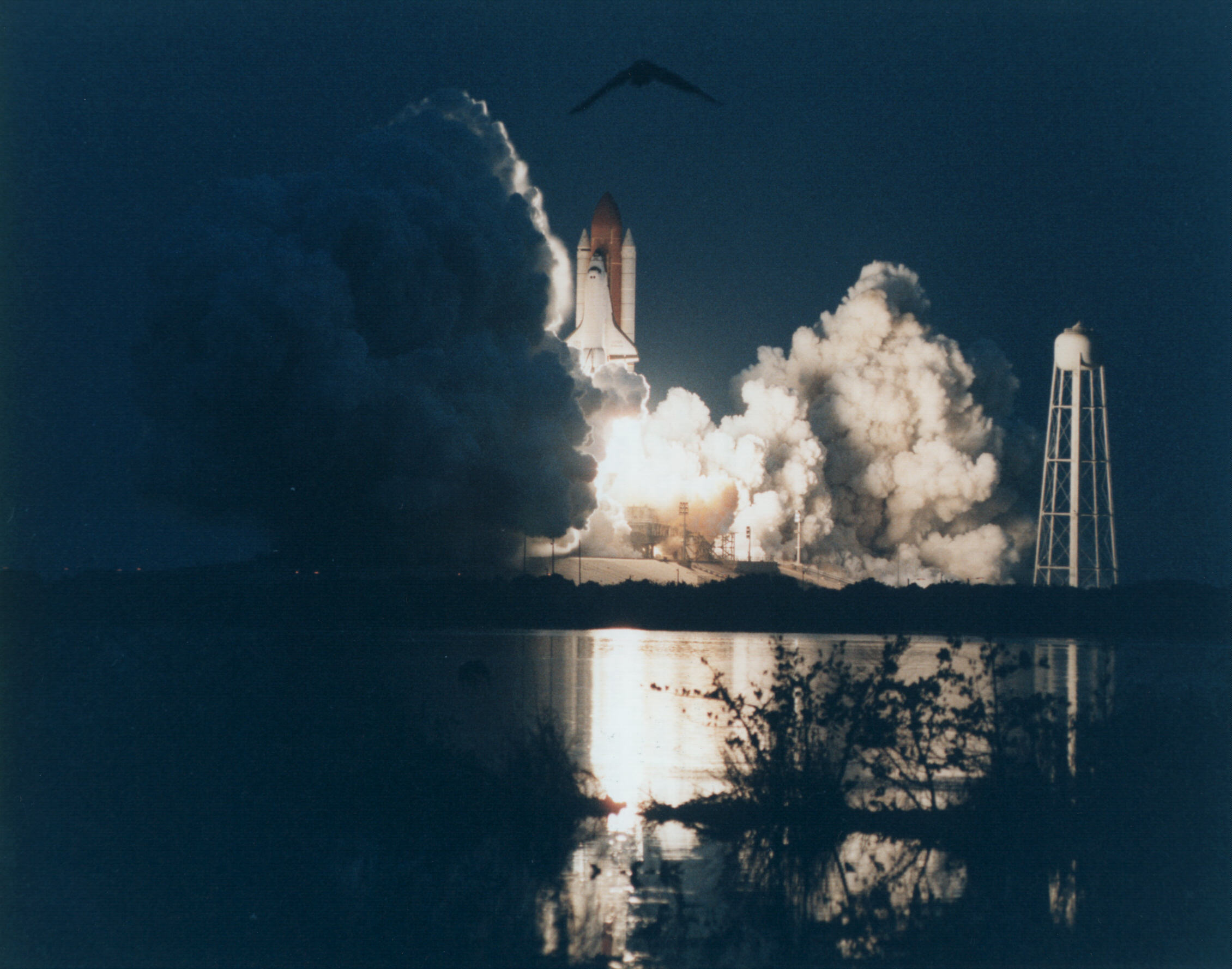
Зліт STS-77

STS-77 — космічний політ шатла «Індевор» за програмою «Спейс Шаттл». Це 77-й старт у рамках програми і 11-й космічний політ «Індевора». Запуск здійснено 19 травня 1996 року. У програму польоту входило проведення мікрогравітаційних експериментів в комерційному лабораторному модулі «Спейсхаб-4», розгортання експериментальної надувної антени IAE, випробування нової системи орієнтації на автономному супутнику PAMS / STU. Астронавти провели в космосі близько 10 днів і благополучно приземлилися на авіабазі Едвардс 29 травня 1996 року.

## Екіпаж
- (НАСА): Джон Каспер (англ. John Howard Casper) (4)[2]-командир ;
- (НАСА): Кертіс Браун (англ. Curtis Lee Brown) (3)-пілот ;
- (НАСА): Енді Томас (англ. Andrew S. Thomas) (1)-фахівець польоту ;
- (НАСА): Деніел Бурш (англ. Daniel Wheeler Bursch) (3)-фахівець польоту ;
- (НАСА): Маріо Ранко (англ. Mario Runco) (3)-фахівець польоту ;
- (ККА): Марк Гарно (фр. Joseph Jean-Pierre Marc Garneau) (2)-фахівець польоту.

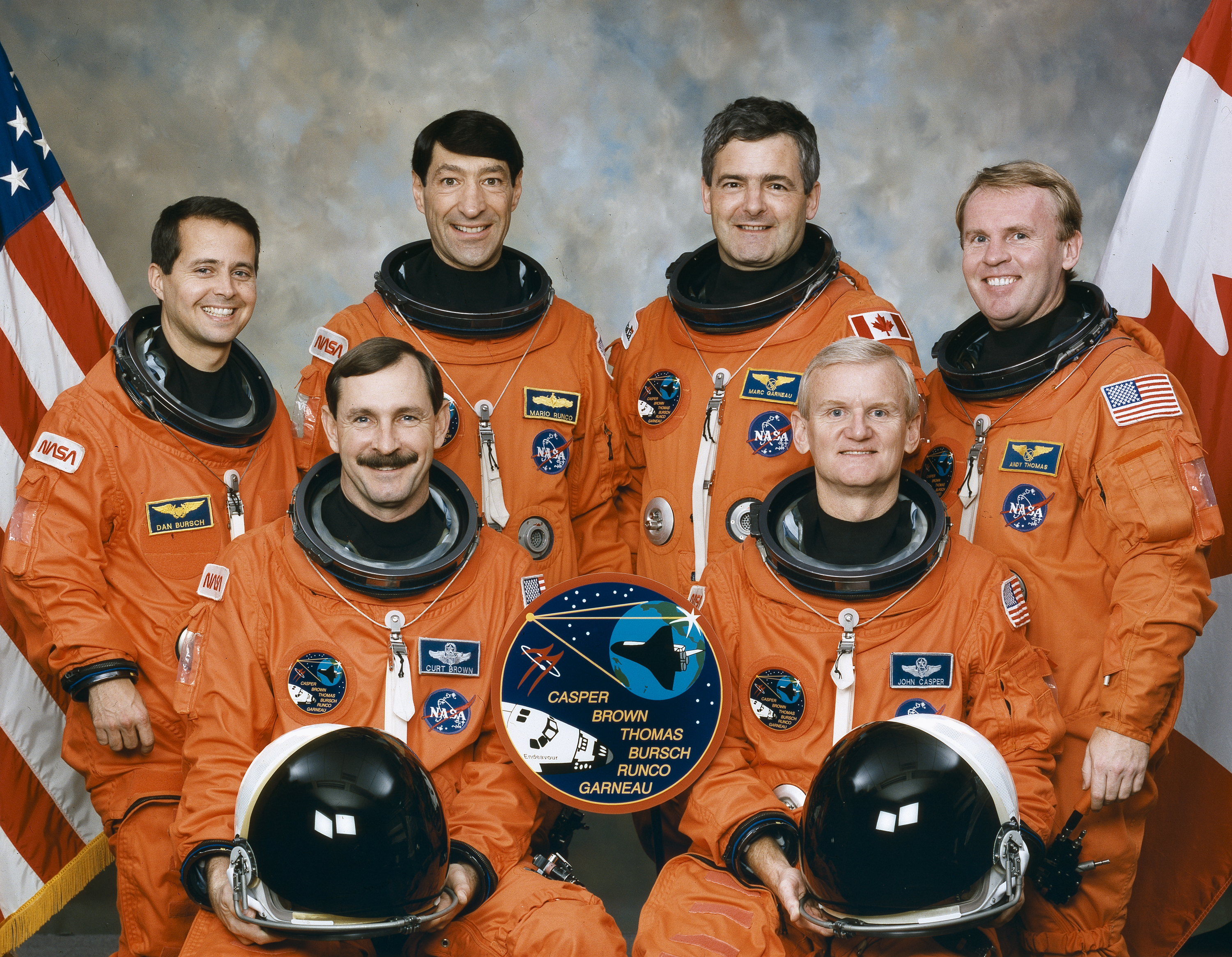
Екіпаж STS-77: Зліва направо — Сидяча: Браун, Каспер; Стоячи, Берш, Ранко, Гарно, Томас

## Параметри польоту
- Вага: 15 250 кг (корисне навантаження)
- NSSDC = 1996-032A
- NORAD = 23870

## Моменти місії
Політ Шатла Індевор, як було заявлено, «відкрив космос для комерції». Екіпаж виконав дослідження в умовах мікрогравітації в комерційному Спейсхаб модулі. Місія підняла на орбіту і повернула на Землю супутник Spartan-207/IAE, а також виконала зближення з випробувальним супутником. У вантажному відсіку Шатла містився Набір з чотирьох експериментальних технологій, відомий як Technology Experiments for Advancing Missions in Space (TEAMS).
Для одного модуля Спейсхаб перевезено близько 1400 кг експериментального і допоміжного обладнання для 12 комерційних розробок космічної апаратури в галузі біотехнології, електронних матеріалів, полімерів та сільського господарства, а також для кількох наукових експериментів НАСА. Один із них, комерційний об'єкт зонного плавлення (CFZF) був розроблений в рамках міжнародного співробітництва між США, Канадою та Німеччиною. Це нагрівання різних зразків електронних і напівпровідникових матеріалів технікою зонного плавлення. Ще один об'єкт на Спейсхаб був Space Experiment Facility (SEF), вирощування кристалів шляхом дифузії пари.
Супутник Центру космічних польотів Годдарда (GSFC) Spartan-207 був використаний для розгортання та тестування експериментальної надувної антени (ІАЕ), що заклало основи для майбутнього розвитку технології надувних космічних структур. Під час 90-хвилинної місії були протестувані характеристики великої надувної антени. Конструкція антени потім була відкинута, а Spartan-207 згорнутий в кінці місії і повернений на Землю.

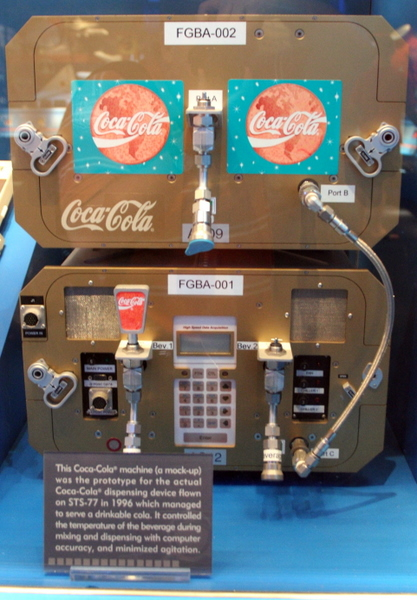
Тип дозатора Кока-коли, який літав на STS-77

Протягом місії всередині вантажного відсіку Індевор виконувались експерименти чотирьох TEAMS програм. Вони включали:
- Експеримент GANE з Глобальної системи позиціонування (GPS), орієнтації і навігації, щоб визначити, з якою точністю система GPS може встановити координати космічного апарата;
- Експеримент VTRE (Vented Tank Resupply Experiment), щоб перевірити поліпшені методи заправки в космосі;
- Експеримент LMTE (Liquid Metal Thermal Experiment), щоб оцінити здібності теплових трубок розплавлених металів в умовах мікрогравітації;
- Експеримент PAMS, щоб продемонструвати принцип аеродинамічної стабілізації у верхніх шарах атмосфери. Камери на шатлі відстежували PAMS супутник після його розгортання.

Інша група експериментів на рейс включала:
- Експеримент BETSCE (Brilliant Eyes Ten Kelvin Sorption Cryocooler Experiment);
- Засіб водних досліджень (ARF);
- Експеримент BRIC (Biological Research In a Canister).

Також на борту була апаратура для дослідження процесу вирощування рослин (P-GBA) за проектом інституту «BioServe Space Technologies». Кілька видів рослин були доставлені в подвійному контейнері, розрахованому під їх зростання. Дослідження на вирощування рослин в умовах мікрогравітації, а також дослідження, що стосуються можливості сільського господарства у космосі були успішно проведені.
Фонтанний дозатор кока-коли (офіційно Апарат-2 для дослідження плинних середовищ або FGBA-2) був розроблений для використання на STS-77 як випробувальний полігон, щоб визначити, чи газовані напої можуть бути отримані з окремих компонентів (діоксид вуглецю, вода і ароматизовані сиропи) і визначити, чи отримані рідини можуть бути зроблені доступними для споживання. Кожен з членів групи спожив 1,65 літра звичайної і дієтичної кока-коли.

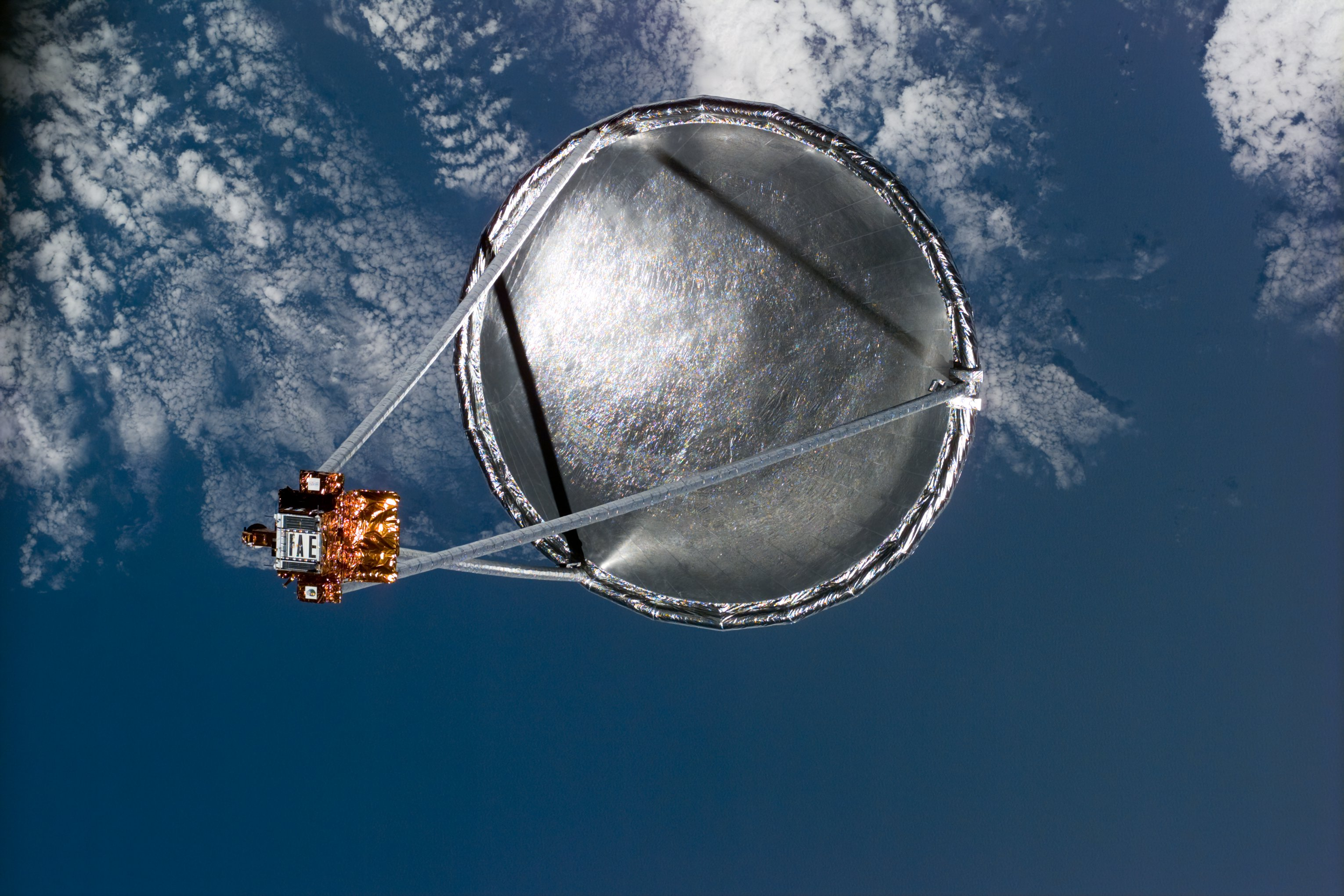
Експеримент з надувною антеною